# Rhinoglena fertoeensis
Rhinoglena fertoeensis är en hjuldjursart som först beskrevs av Zoltan Varga 1928.  Rhinoglena fertoeensis ingår i släktet Rhinoglena och familjen Epiphanidae. Inga underarter finns listade i Catalogue of Life.